# Aedes rickenbachi
Aedes rickenbachi är en tvåvingeart som beskrevs av Hamon och Adam 1959. Aedes rickenbachi ingår i släktet Aedes och familjen stickmyggor. Inga underarter finns listade i Catalogue of Life.